# Буха (Заале-Орла)
Буха (нім. Bucha) — громада в Німеччині, розташована в землі Тюрингія. Входить до складу району Заале-Орла. Складова частина об'єднання громад Зенплатте.
Площа — 3,18 км2. Населення становить Невірний параметр metadata 16 075 008 ос. (станом на 31 грудня 2021).